# Doły kirkegård
Doły kirkegård (polsk Cmentarz Doły) er en af de største og vigtigste nekropoler i Łódź. Den ligger i den østlige del af bydelen Bałuty på begge sider af Smutnagade. Doły kirkegård er hvilested for mange kendte borgere fra Łódź.
Kirkegården blev grundlagt i 1896 som begravelsesplads for lutheranere og katolikker. Senere blev den også åbnet for baptister, ortodokse, muslimer og mariavitter. I dag er kirkegården delt op i syv dele:
- St. Vincent romersk-katolske kirkegård
- Den kommunale kirkegård
- St. Georg militærkirkegård
- St. Aleksander Nevskij ortodokse kirkegård
- Pinsevennernes kirkegård
- Baptisternes kirkegård
- Mariavitternes kirkegård

På kirkegården findes også fire nationale mindesmærker:
- Krigsgraven (en fællesgrav til krigere fra årene 1905-1907)
- Monumentet over de tyske koncentrationslejres ofre
- Monumentet over Hitlers ofre
- Monumentet over modstandsbevægelsens unge

51°47′14″N 19°29′18″Ø / 51.78722°N 19.48833°Ø